# فانینگ (کانزاس)
فانینگ (به انگلیسی: Fanning) یک منطقهٔ مسکونی در ایالات متحده آمریکا است که در شهرستان دونیپهان، کانزاس واقع شده‌است. فانینگ ۲۷۰٫۰۶ متر بالاتر از سطح دریا واقع شده‌است.